# Karl Uchermann

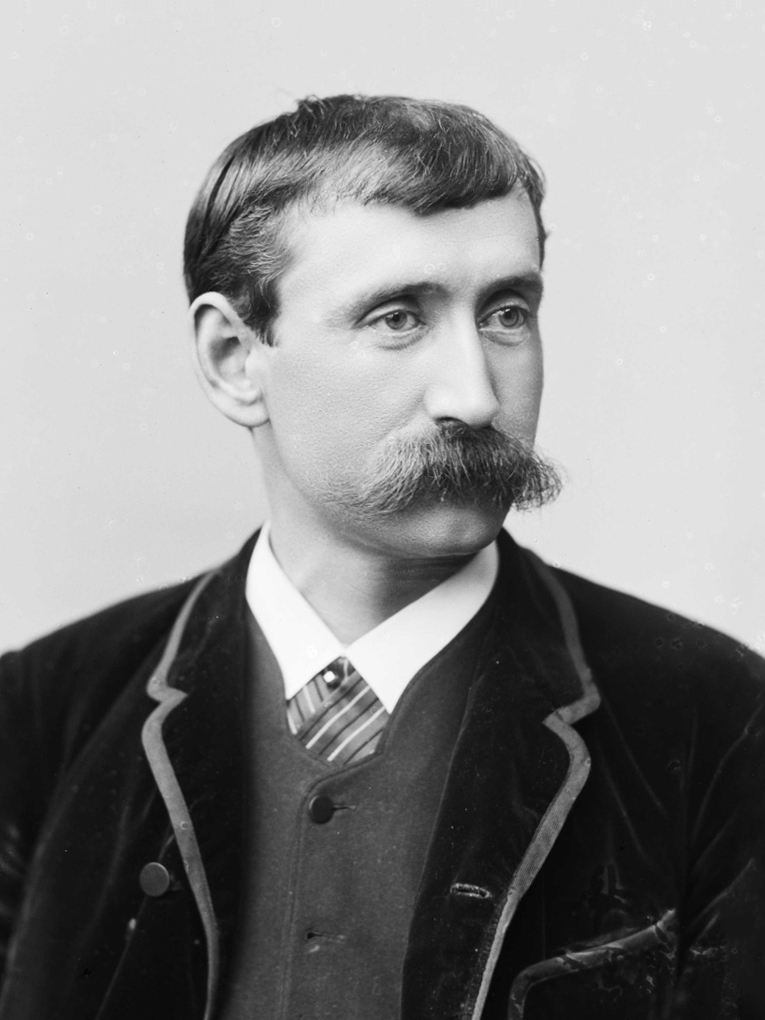
Karl Uchermann.

Karl Uchermann, född den 31 januari 1855 i Borge, Nordland, död den 15 oktober 1940 i Oslo, var en norsk målare, som huvudsakligen var verksam som djurmålare.
Uchermann studerade hos Knud Bergslien vid teckningsskolan i Kristiania 1872-1875 och därefter för Anders Askevold i Bergen 1875-1876 samt därefter vid akademin i München 1876-1878, hos djumålaren Émile van Marcke i Paris 1878-1880 och i Antwerpen 1880.
Han väckte uppmärksamhet med Flamsk hundeforspann (1880, påbörjad 1879 vid en studieresa till Antwerpen, finns vid Nasjonalmuseet/Nasjonalgalleriet i Oslo) och Hvile på jakten (1881, finns på museet i Bordeaux). Han målade senare en stor mängd djurbilder, särskilt av hundar, och illustrerade många jakt- och djurböcker. Bland dessa verk kan nämnas Fienden kommer (1895, motivet är en fårflock som jagas av en hund), Fallen björn (1889) och Älg söndersliten av hundkoppel (1893).
I Vik kirke i Sogn finns hans altartavla Jesus stiller stormen. Han uppfann också en frankeringsmaskin som var banbrytande för sin tid.

## Galleri

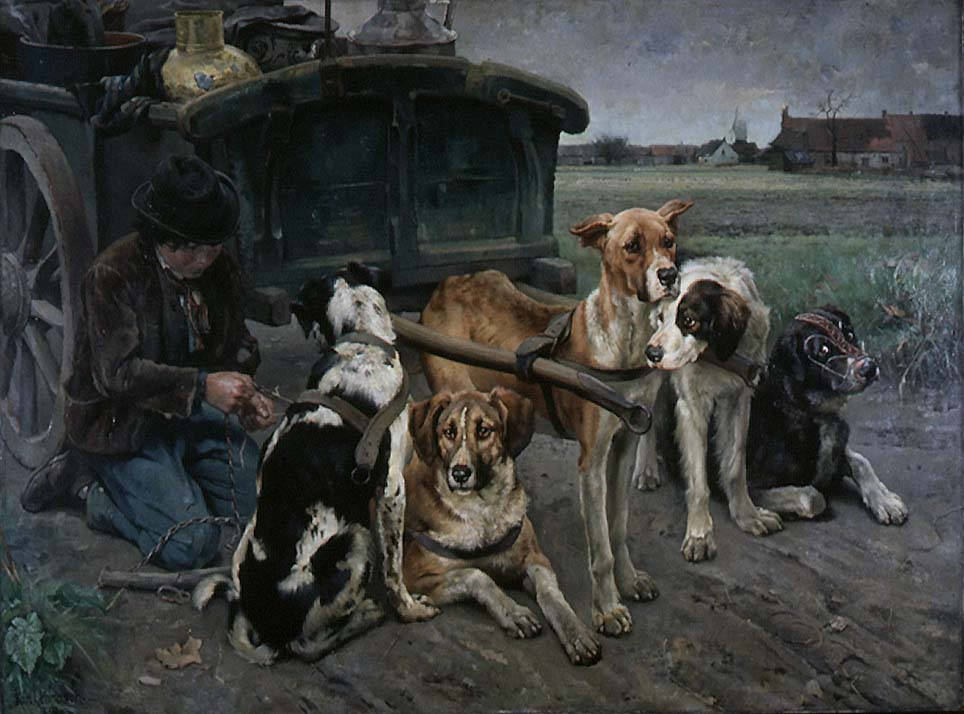
«Flamsk hundeforspann» från 1880. Olje på lerret, 149 x 200 cm. Nasjonalgalleriet i Oslo.
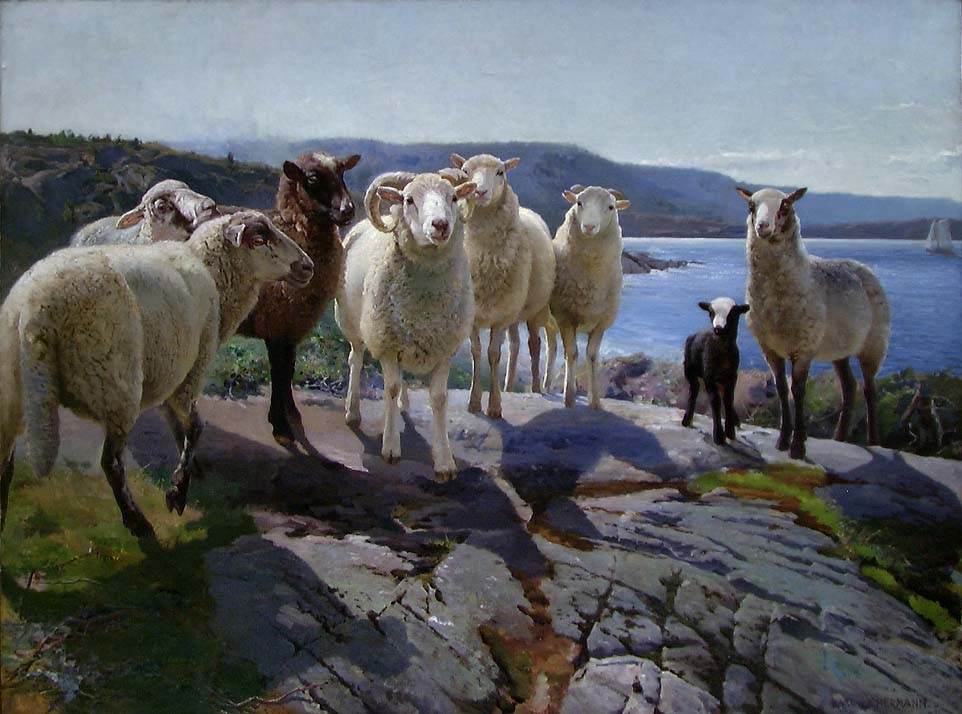
«Fienden kommer» från 1895. Olje på lerret, 145 x 194 cm. Nasjonalgalleriet i Oslo.
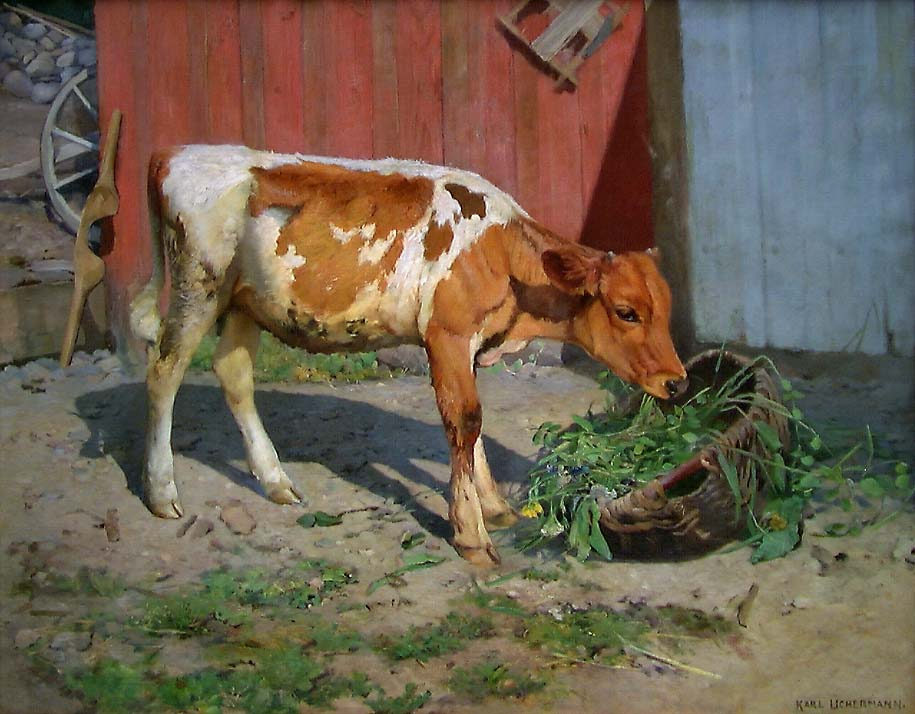
«I solveggen» från 1899. Olje på lerret, 94,5 x 119,5 cm. Nasjonalgalleriet i Oslo.